# Aeroportul Regional Apalachicola
Aeroportul Regional Apalachicola (IATA: AAF, ICAO: KAAF, FAA LID: AAF) este un aeroport din Florida, Statele Unite ale Americii ce deservește zona Apalachicola⁠(d). A fost numit după zona deservită.
Situat la o altitudine de 6 m, aeroportul dispune de 3 piste. Este operat de Federal Aviation Administration⁠(d).

## Infrastructură

### Piste
Aeroportul dispune de 3 piste: 
- pista 06/24 din beton, cu dimensiunile 5.271 picioare × 150 picioare
- pista 14/32 din beton, cu dimensiunile 5.425 picioare × 150 picioare
- pista 18/36 din beton, cu dimensiunile 5.251 picioare × 150 picioare